# Sacré
Pour les articles homonymes, voir Sacré (homonymie).
Le sacré est le lien qui existe, au-delà de la mort, entre individu et groupe. Il permet à l'individu de comprendre, et imaginer la réalité qui le dépasse (naturelle ou non). C’est une réponse à un manque ou à une émotion artistique « engagé dans le champ du profane, le poète y reconnaît la voix de l’esprit qui est la voix du sacré ». C’est « l’instinct de croire que derrière chaque manifestation de l’existence, il y a un sens et un dessein ». À défaut de sens bien compris, il s’agit toujours de symbole. Selon Pascal, à travers signes, images, symboles, il s’agit de faire passer du naturel au surnaturel, de la figure au figuré, du sens littéral au sens caché. Selon Heidegger « Le sacré est l’être de la nature ». Ce sacré peut se traduire par une aspiration spirituelle ou par une révélation : la grâce de croire en Dieu et à son Salut (pour les catholiques). La grâce exprimée par un rite cultuel, et des sacrements symbolise l’adhésion à ce qui est sacré. En étant religieux, le sacré est ce lien qui existe entre l’individu, sa communauté de croyance et le divin. Le sacré à travers la langue, notamment poétique, définit le groupe. Comme communauté religieuse, il rend un culte à Dieu ou à des Dieux, ou à la nature. Certains groupes familiaux assurent un « culte des ancêtres ».
Le sacré détermine ce pourquoi on accepte le sacrifice de sa vie, ou ce que l’on considère comme sacrilège. Par exemple, brûler un Coran est un sacrilège, comme faire exploser les statues Bouddhistes de Bamiyan, ou faire des graffitis près de la flamme du soldat inconnu sous l’Arc de Triomphe à Paris (la dalle sacrée). La Nation y pérénise la mémoire de ceux qui ont donné leur vie pour elle.
Mais le sacré peut aussi protèger et rassurer. Selon que l’on a une conception œcuménique et universelle du sacré, ou non, on accepte, ou non, le sacré des autres. Le sacré s’exprime par des symboles, des lieux, des constructions ou des objets, voire des personnes, consacrés ou sacralisés. Le sacré relève aussi de l’intériorité d’un individu. C’est la part collective à laquelle on appartient si intimement qu’elle devient partie de soi. Certaines personnes peuvent devenir sacrées après leur mort (les Saints). D’autres personnes peuvent être sacrées de leur vivant quand elle symbolisent l’unité (l'âme) du groupe. C’était le cas des Pharaons, de certains empereurs, ou de monarques. 
Le sacré est une transcendance, en ce sens qu’il s’agit d’une réalité, d’un symbolisme, ou d’une croyance qui dépasse sa propre finitude,. Mais, il est présent dans la dimension temporelle.
Il est d'usage de considérer que l'acte de sacraliser est spécifique des tribus primitives, des peuples isolés et des civilisations anciennes. Certains penseurs, tels C. G. Jung, Roger Caillois ou Jacques Ellul, estiment toutefois que la sacralisation reste un phénomène constant dans les sociétés modernes mais que, lorsqu'il n'y est pas explicitement présent en tant que pratique religieuse, il y opère de façon latente et généralement inconsciente.

## Introduction
Le sacré a toujours une origine naissant d'une tradition ethnique et qui peut être mythologique, religieuse ou idéologique (c'est-à-dire non religieuse). Il désigne ce qui est inaccessible, indisponible, mis hors du monde normal, et peut être objet de dévotion et de peur.
Le sacré figure la croyance de l'homme en un principe supérieur, celui du monde non intelligible. Ainsi, le sacré peut s'exprimer sous diverses formes ; on peut prendre l'exemple de Robinson Crusoé dans Vendredi ou les Limbes du Pacifique de Michel Tournier, qui découvrant la grotte, le nombril de l'île Esperanza, enlace le Cosmos en redécouvrant son corps et vit une expérience exceptionnelle. Robinson, comprimé par les règles sociales, découvre en cette île la bonne position. « Il était suspendu dans une éternité heureuse », cette redécouverte verticalisante du monde, hors de la civilisation, c'est le sacré.
Selon Camille Tarot, le concept du sacré est conçu par les anthropologues contemporains comme la réponse à un ensemble d'expériences propres non seulement aux sociétés archaïques et traditionnelles mais aussi à toutes les autres cultures qui leur ont succédé. Il semble devoir être admis comme une donnée constitutive de la condition humaine, c'est-à-dire comme : « une catégorie universelle de toute conscience humaine », face à sa finitude et à sa condition de mortel.
Sur le plan phénoménologique, nous pouvons entrevoir ce qui, dans les cultures humaines, est visé dans les expériences du sacré : avant tout, le numineux. Le numineux est un concept avancé par Rudolf Otto, repris par C.G. Jung, et depuis largement utilisé. Dans son ouvrage Das Heilige - Über das Irrationale in der Idee des Göttlichen und sein Verhältnis zum Rationalen (Du sacré - Sur l'irrationnel des idées du divin et de leur relation au rationnel) publié en 1917, Otto traduit le concept de sacré en référence au terme latin numen, lequel se rapporte à la divinité, soit en un sens personnalisé, soit en référence à la sphère du divin en général. Pour Otto, le numineux se réfère à toute expérience non rationnelle du mystère, se passant des sens ou des sentiments, et dont l'objet premier et immédiat se trouve en dehors du soi.
Le numineux est aussi pour Jung : « ce qui saisit l'individu, ce qui, venant d'ailleurs, lui donne le sentiment d'être », traduisant, par conséquent, une expérience affective d'être. Le sacré entre ainsi selon Camille Tarot dans « la composition d'une essence, celle de son identité ». Cette définition évoque irrésistiblement « la profondeur ontologique dans laquelle s'enracine le « sentiment » du sacré et donc l'importance de celui-ci dans toutes les cultures ».
Sur le plan historique, « tantôt il [le sacré] semble s'identifier ou se confondre avec le divin : c'est le cas des religions archaïques, tantôt c'est le sacré qui s'estompe au profit du divin ou de la transcendance : c'est le cas des formes religieuses qui relativisent mythes et rites ou préconisent l'accès au divin ».
Pour Roger Caillois, il n'existe que deux attitudes face au sacré : le respect de l'interdit ou sa transgression. Si l'Homme fait l'expérience du sacré, c'est qu'il veut précisément échapper à sa condition d'être fini et mortel ; pour ce faire, il y a a priori trois solutions : le tabou (totémisme), la magie (animisme) et la religion (surtout les religions dites naturistes).
Enfin, toujours pour Camille Tarot, le sacré serait à l’origine du fait religieux, lequel serait à reconnaître « dans la conjonction du symbolique et du sacré ».
Dans la religion romaine et la religion grecque, sont sacrés les objets qui ont été officiellement, et par un acte rituel, retranchés du monde profane pour en donner la propriété à une divinité. Dans le monde grec antique, il s'agit également de s'interroger de ce qui est juste et vrai dans les relations entre les hommes et les dieux (hosios), ainsi que de ce qui doit être retranché du commun des hommes (hagios).
Dans le christianisme, l'expression le sacré désigne spécialement l'Eucharistie, mais le sacré se vit également par le baptême et l'ensemble des sacrements, en appartenant à l'Église du Christ et en vivant selon l’Évangile.
Cette notion est aujourd'hui utilisée de façon plus générale dans d'autres contextes : une nation peut définir comme sacrés ses principes fondateurs ; une société peut définir comme sacrées certaines de ses valeurs, etc. Les anthropologues contemporains disent d'ailleurs que la notion de sacré est trop floue pour pouvoir être utilisée dans l'étude des religions — même s'ils continuent à travailler dessus.
Les éléments du sacré sont généralement considérés comme intouchables : leur manipulation, même en pensée, doit obéir à certains rituels bien définis. Ne pas respecter ces règles, voire agir à leur encontre, est généralement considéré comme un péché ou crime réel ou symbolique : c'est ce qu'on nomme un sacrilège. Le pire des sacrilèges est la profanation, qui est définie comme l'introduction d'éléments profanes dans une enceinte sacrée (réelle ou symbolique).
Pour Durkheim, les représentations religieuses sont en fait des représentations collectives : l'essence du religieux ne peut être que le sacré. Le sacré, être collectif et impersonnel, représente ainsi la société elle-même.

« Les choses sacrées sont celles que les interdits protègent et isolent, et les choses profanes étant celles auxquelles ces interdits s'appliquent et qui doivent rester à l'écart des premières.
La relation (ou l'opposition, l'ambivalence) entre Sacré et Profane est l'essence du fait religieux. »

— Émile Durkheim

## Le sacré selon Mircea Eliade
La « voie du sacré » est à l'origine de ce que Mircea Eliade appelle l'homo religiosus, « celui qui peut connaître lui-même l'irruption d'une vision transcendante et globalisante ». Mircea Eliade a montré que c'est autour de la conscience de la manifestation du sacré que s'organise le comportement de l'homo religiosus. Ce dernier croit à une réalité absolue, le sacré, et de ce fait assume dans le monde un mode d'existence spécifique. Le sacré se manifeste sous une multitude de formes : rites, mythes, symboles, homme, animaux, plantes, etc. Il se manifeste qualitativement différent du profane et on appelle hiérophanie l'irruption du sacré à travers le monde profane. L'homme saisit l'irruption du sacré dans le monde et découvre ainsi l'existence « d'une réalité absolue, le sacré qui transcende ce monde-ci mais qui s'y manifeste et de ce fait, le rend réel ». En se manifestant, le sacré crée une dimension nouvelle. Découvrir cette dimension sacrale du monde est le propre de l'homo religiosus, pour qui « le profane n'a de sens que dans la mesure où il est révélateur du sacré ».
Mircea Eliade souligne que la religion ne doit pas être interprétée seulement comme « une croyance en des divinités », mais comme « l'expérience du sacré ». Il analyse la dialectique du sacré. Le sacré est présenté en relation avec le profane. La relation entre le sacré et le profane n'est pas d'opposition, mais de complémentarité, car le profane est vu comme une hiérophanie.

### Les hiérophanies
« On pourrait dire », écrit Mircea Eliade, « que l'histoire des religions, des plus primitives aux plus élaborées, est constituée par une accumulation de hiérophanies […]. L'occidental moderne éprouve un certain malaise devant certaines formes de manifestations du sacré : il lui est difficile d'accepter que, pour certains êtres humains, le sacré puisse se manifester dans des pierres ou dans des arbres. Or, […] il ne s'agit pas d'une vénération de la pierre ou de l'arbre en eux-mêmes. Les arbres sacrés ne sont pas adorés en tant que tels ; ils ne le sont justement que parce qu'ils sont des hiérophanies, parce qu'ils « montrent » quelque chose qui n'est ni pierre ni arbre, mais le sacré, le ganz anderes ».
Et Eliade d'ajouter :
« On n'insistera jamais assez sur le paradoxe que constitue toute hiérophanie, même la plus élémentaire. En manifestant le sacré, un objet quelconque devient autre chose, sans cesser d'être lui-même, car il continue de participer à son milieu cosmique environnant. Une pierre sacrée reste une pierre ; apparemment (plus exactement : d'un point de vue profane) rien ne la distingue de toutes les autres pierres. Pour ceux auxquels une pierre se révèle sacrée, sa réalité immédiate se transmue au contraire en réalité surnaturelle. »
Mais hormis ces considérations sur l’aspect duel de l’objet sacré, Eliade, en dépit d’une œuvre considérable dédiée au sujet, ne dit, en revanche, jamais rien sur la nature probable de cette « autre chose », invisible, qui irradie, effectivement, de l’objet en question. Quant aux forces qui déterminent le profane « à devenir une hiérophanie, ou à cesser de l'être à un moment donné », Eliade reconnaît explicitement que « le problème dépasse la compétence de l'historien des religions ».

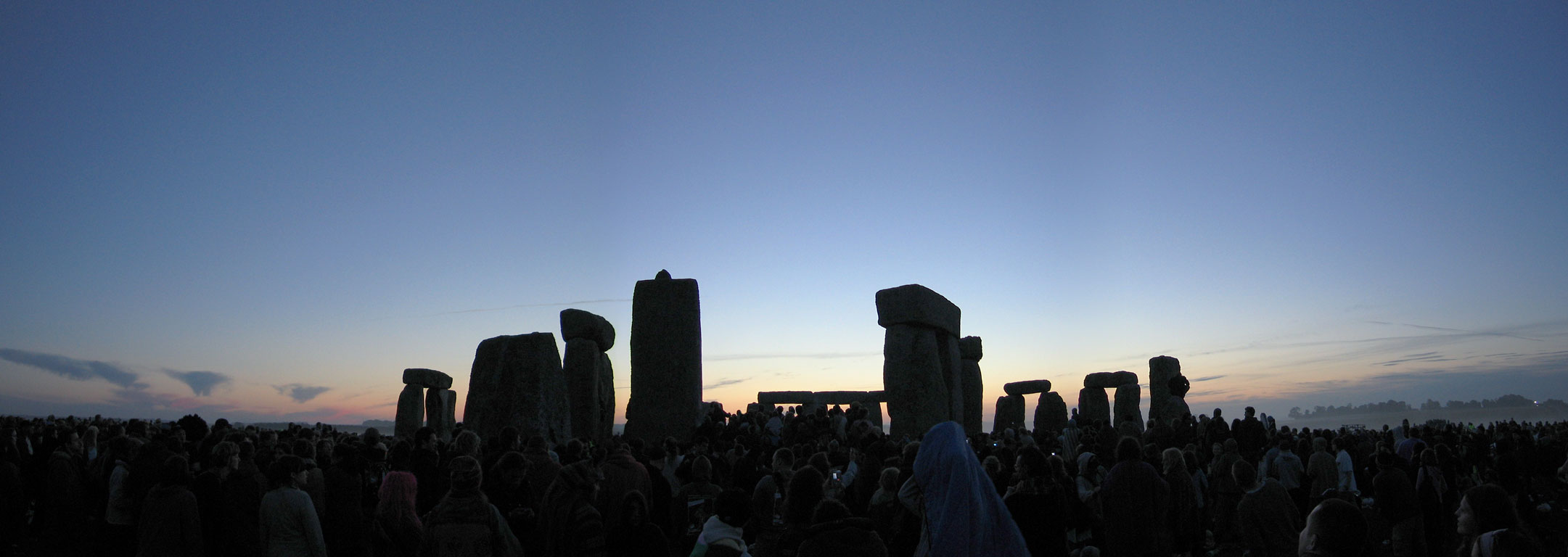
Stonehenge au solstice d'été en Angleterre (non loin de Salisbury, Comté de Wiltshire)

Selon Daniel Dubuisson, l’approche eliadienne, compte tenu de son incapacité foncière à définir « quels principes, quelles règles, quels mécanismes régissent la disposition et l'organisation » de ce phénomène, conduit l’historien des religions sur une voie sans issue.

### La nature relationnelle des hiérophanies
« La seule chose qu'on puisse affirmer valablement » à propos du sacré, écrit Eliade, « c'est qu'il s'oppose au profane ».
Selon Albert Assaraf, une telle explication reste fondamentalement à la périphérie du phénomène. « Autant, dit-il, expliquer le feu – comme le faisaient autrefois les aristotéliciens – en l’opposant à l’eau ; la terre, en l’opposant à l’air… ».
Toujours selon cet auteur, la grande erreur d’Eliade – erreur d’où découleront les séries d’impasses précitées – est précisément là, dans sa tentative d’expliquer le sacré en l’opposant au profane, comme si sacré et profane étaient deux entités différentes que rien ne peut rapprocher alors que sacré et profane découlent d’un phénomène commun : à savoir la propension qu'ont les signes de lier et de délier les hommes.
C’est en raison de notre prédisposition innée, dit-il, à classer les objets du monde selon une échelle de force [verticale], qu’une simple pierre finit par désigner quelque chose de « tout autre » qu’elle-même. Et ce « tout autre », c’est le lien ; c’est la quantité d’énergie ligative qui se dégage d’un signe à un moment donné de son histoire.
Même Eliade, fait remarquer Albert Assaraf, n’est pas sans admettre implicitement l’origine relationnelle du sacré :
Il subsiste, écrit Eliade, des endroits privilégiés, qualitativement différents des autres : le paysage natal, le site des premières amours, ou une rue ou un coin de la première ville étrangère visitée dans la jeunesse. Tous ces lieux gardent, même pour l'homme le plus franchement non-religieux, une qualité exceptionnelle, « unique » : ce sont les « lieux saints » de son univers privé, comme si cet être non-religieux avait eu la révélation d'une autre réalité que celle à laquelle il participe par son existence quotidienne.
« Paysage natal », « site des premiers amours », « une rue ou un coin de la première ville étrangère visitée dans la jeunesse », ne sont-ce pas là tout simplement des objets d’attachements initiaux que l’esprit humain place très haut sur une échelle imaginaire verticale ?

## Le sacré aujourd'hui
Le terme « sacré » est régulièrement utilisé dans les sociétés modernes dans un sens non religieux, pour qualifier des valeurs jugées essentielles : parfois de façon banale (exemple : « le respect de la propriété est une chose sacrée »), parfois de façon solennelle. Il apparaît ainsi dans le 6e couplet de l'hymne de la Marseillaise : Amour sacré de la Patrie, conduis, soutiens nos bras vengeurs ! Liberté, Liberté chérie, combats avec tes défenseurs).
Plusieurs penseurs émettent l'idée qu'en société « sécularisée », la notion de sacré non seulement ne s'oppose pas à celle de profane mais s'exprime à travers des formes institutionnelles habituellement considérées comme profanes. Étudiant ainsi les raisons expliquant la montée et la légitimation du nazisme, C. G. Jung considère que l'entité la plus sacralisée dans les sociétés modernes est l'État et que les dictatures ne sont que l'expression la plus extrême de cette sacralisation.
Roger Caillois est le premier à mener une étude comparative des sociétés archaïques et de celles qualifiées de « développées ». Selon lui, quelles que soient les périodes, le sacré se révèle principalement à travers la fête et la guerre. En apparence opposés, ces deux phénomènes sont régis par les mêmes principes : la transgression des règles, l'abolition des interdits, la dépense d'une énergie ayant pour fonction de renforcer les structures sociales.
Jacques Ellul estime que l'État et la Technique sont sacralisés l'un autant que l'autre, de façon étroitement corrélée, et que toute sacralisation non conscientisée est source d'aliénation : 

« Ce n’est pas la technique qui nous asservit mais le sacré transféré à la technique. Ce n'est pas l'État qui nous asservit, c'est sa transfiguration sacrale. »

Dans Les nouveaux possédés (1973), Ellul développe cette thèse en s'appuyant sur toute une série d'arguments. Tout d'abord, dit-il, l'homme moderne est persuadé que, grâce à ses inventions il est devenu « adulte », qu'il est sorti de l'âge de la magie, du religieux, que la société qu'il a forgée est sécularisée, etc. Or, souligne Ellul, cette conviction constitue elle-même une croyance. Premièrement, avance-t-il, il est nécessaire de déconnecter le sacré des notions de religiosité et de transcendance, auxquelles il est traditionnellement associé : il convient en revanche de le rattacher à la notion de respect, un respect élevé à son plus haut degré d'intensité. L'action de sacraliser une chose a en effet pour visée, chez les humains, de s'attirer les faveurs de cette chose, parce qu'ils ont le sentiment qu'elle les dépasse, qu'ils se sentent face à elle petits et démunis et dont ils craignent certains effets. Ainsi, ce que les humains ont sacralisé en premier lieu pendant les siècles, c'est la nature. Deuxièmement, tout en sacralisant la nature, les humains ont conçu et fabriqué des outils sans cesse plus perfectionnés que les précédents, ils ont également revu leur façon de travailler et leur façon de vivre ensemble, L'outillage, la division du travail et l'État ont eu pour fonction commune d'optimiser l'action sur la nature, de réduire le nombre et la puissance de ses contraintes, et même d'accéder à un confort matériel inégalé. La « recherche de l'efficacité maximale en toutes choses », afin de limiter le poids des contraintes naturelles, s'est trouvée ainsi, au fil du temps, érigée en valeur quasi absolue. Troisièmement, et conséquence des deux premières étapes du processus, en même temps qu'ils désacralisaient la nature, les humains ont sacralisé à sa place, les processus leur ayant permis de la désacraliser, et qu'Ellul rassemble sous le nom de « technique ». Ils n'ont bien sûr pas sacralisé les techniques, séparément (les outils, les procédures, l'État…), mais l'ensemble qu'ils forment et qu'Ellul appelle « la technique » ou le système technicien. Depuis l'informatique et l'automation, la technique constitue aujourd'hui un cadre de vie à part entière, exactement au même titre qu'autrefois la nature.
En 2011, l'IESR (Institut Européen en Sciences des Religions) organise un colloque intitulé « Qu'est-ce qui est sacré aujourd'hui ? » d'où il ressort essentiellement que cette question reste assez marginale dans le champ universitaire.